# Sheppardova letecká základna

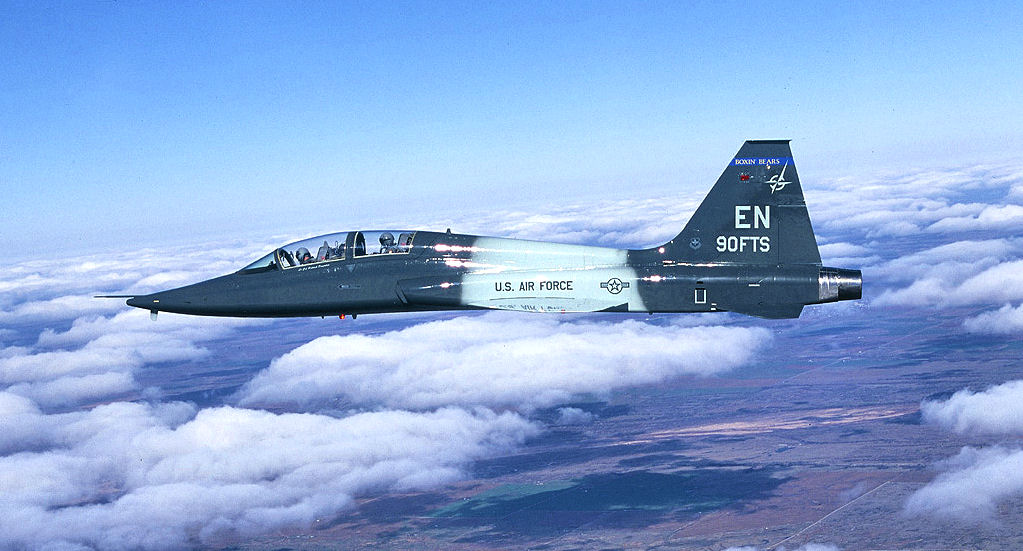
Cvičný letoun Northrop T-38 Talon 90. cvičné squadrony

Sheppardova letecká základna (anglicky Sheppard Air Force Base; kód IATA je SPS, kód ICAO KSPS, kód FAA LID SPS) je vojenská letecká základna letectva Spojených států amerických nacházející se osm kilometrů severně od města Wichita Falls ve státě Texas. Jedná se o nejrozsáhlejší a nejvíce diverzifikovanou výcvikovou základnu spadající pod velení Leteckého výukového a tréninkového velitelství USAF, přičemž sdílí jednu z ranvejí s civilním letištěm „Wichita Falls Municipal Airport“. Základna byla pojmenována podle amerického senátora Morrise Shepparda, někdejšího zastánce důkladných vojenských příprav před vstupem Spojených států do druhé světové války.
Je domovskou základnou 82. cvičného křídla (82d Training Wing; 82 TRW), které poskytuje technický, zdravotnický a bojový výcvik zaměstnanců ze všech armádních složek. 80. cvičné křídlo, které zde též sídlí, zajišťuje společný výcvikový program bojových pilotů amerického letectva a pilotů spojeneckých zemí Severoatlantické aliance (NATO). Jedná se tak o jediný výcvik svého druhu na světě, jehož úkolem je „produkce“ dobře vycvičených pilotů pro USAF i NATO.
K červnu 2010 byl velícím důstojníkem 82. cvičného křídla brigádní generál Darryl W. Burke, ten je současně i velitelem celé Sheppardovy letecké základny. Velitelem 80. cvičného křídla je plukovník letectva Kevin B. Schneider.